# Cambarus catagius
Cambarus catagius е вид ракообразно от семейство Cambaridae.

## Разпространение и местообитание
Видът е разпространен в САЩ (Северна Каролина).
Обитава пясъчните дъна на сладководни басейни и реки.